# Naszyjnik królowej
Naszyjnik królowej – powieść historyczna Aleksandra Dumasa ojca, stanowiąca drugą część cyklu Pamiętniki lekarza. Opowiada ona o aferze naszyjnikowej, która przyczyniła się do wybuchu wielkiej rewolucji francuskiej. Kontynuuje też losy Józefa Balsamo alias Alessandro Cagliostro, masona i hipnotyzera, oraz rodziny Taverney, opisane w pierwszej części cyklu, powieści Józef Balsamo. Traktuje również o miłości do królowej Marii Antoniny trzech mężczyzn: kardynała, królewskiego oficera i młodego szlachcica. 

## Powieść
Powieść jest dziełem Aleksandra Dumasa i Augusta Maqueta. Maquet, jak zwykle, opracował brulion powieści: dokonał kwerendy źródeł historycznych i zadbał o tło historyczne opisywanych wydarzeń. Dumas dorzucił tysiące szczegółów ożywiających tekst, dopisał dialogi, opracował zakończenia rozdziałów i rozciągnął je, dostosowując do potrzeb prasy. Powieść była pierwotnie publikowana w odcinkach w czasopiśmie „La Presse” w latach 1849–1850. Jej akcja rozgrywa się w 1784 i 1785 roku i jest osnuta wokół słynnej afery naszyjnikowej, która wstrząsnęła opinią publiczną we Francji i podkopała zaufanie do domu królewskiego. Powieść kontynuuje również historię Józefa Balsamo alias Alessandra Cagliostro, masona i hipnotyzera, oraz rodziny Taverney, opisane w pierwszej części cyklu, powieści Józef Balsamo. Jej tematem są ponadto losy miłości trzech mężczyzn: kardynała, królewskiego oficera i młodego szlachcica do królowej Marii Antoniny. 

## Fabuła

### Prolog
Powieść rozpoczyna się prologiem rozgrywającym się u księcia Richelieu, który podejmuje ośmioro gościː hrabiego de Haga (którym w rzeczywistości jest król Szwecji, ukrywający się pod pseudonimem), hrabiego de Launay (komendanta Bastylii), hrabinę du Barry, La Pérouse'a, Favrasa, Condorceta, Cagliostra i Taverneya (jedynie on nie jest postacią historyczną). Podczas posiłku hrabia Cagliostro twierdzi, że posiada eliksir, który pozwala mu mieć wygląd czterdziestoletniego mężczyzny, mimo wieku kilku tysięcy lat. Demonstruje działanie tego eliksiru na hrabim de Taverney. Następnie na prośbę każdego z uczestników, z wyjątkiem Taverneya, przepowiada zebranym okoliczności ich śmierci (króla czeka śmierć od kuli, Condorceta – trucizna, markiza de Favras – stryczek, de Launaya – topór, hrabinę du Barry – gilotyna, La Pérouse'a – śmierć na morzu, tylko marszałek Richelieu umrze we własnym łożu).

### Rozstawienie figur
Joanna de la Motte de Valois jest młodą hrabiną pochodzącą z królewskiego rodu Walezjuszy, żyjącą w nędzy. Regularnie zwraca się do różnych osób u dworu o pomoc, ale otrzymuje niewielkie wsparcie. Pewnego wieczora odwiedza ją królowa Maria Antonina, podająca się za damę dworu zajmującą się dobroczynnością. Joanna pokazuje je pergaminy potwierdzające jej pochodzenie. Królowa, przekonana o jej królewskim pochodzeniu, daje jej sporą sumę pieniędzy i obiecuje dalszą pomoc. W powrocie z Paryża do Wersalu pomaga królowej młody oficer Oliwer de Charny, który zakochuje się w niej. W eskapadzie towarzyszy królowej jej zaufana dworka, Andrea de Taverney. Jej brat, Filip, powrócił niedawno ze Stanów Zjednoczonych w glorii bohatera. Młodzieniec potajemnie kocha się w królowej.
Następnego dnia król ofiarowuje małżonce wspaniały naszyjnik, dzieło jubilerów Boehnera i Bossange'a, wart półtora miliona liwrów. Królowa odmawia jego przyjęcia. Chce, żeby mąż obrócił te pieniądze na budowę okrętu wojennego, a nie na klejnoty, w sytuacji gdy skarbiec królewski jest pusty.
Tego samego dnia kardynał de Rohan, odpowiadając na zaproszenie, odwiedza hrabinę de la Motte. Kardynał rozpoznaje złote pudełko pozostawione u hrabiny przez królową. Nie zdradza gospodyni tożsamości właścicielki pudełka, ofiarowuje jej natomiast godziwe utrzymanie i pałacyk. Kardynał, który jest lubiany przez króla, został znienawidzony przed laty przez królową i teraz ma nadzieję za sprawą hrabiny odzyskać względy Marii Antoniny.
Następnego dnia hrabina de la Motte udaje się na pokaz magnetyzera Mesmera. Spostrzega tam swoją dobrodziejkę, zawoalowaną, w towarzystwie damy dworu. W sali, gdzie odbywał się pokaz, spostrzegła wulgarną kobietę, całkowicie do niej podobną, którą zgromadzeni brali za królową. Nalega więc na prawdziwą królową, by jak najśpieszniej opuściła miejsce pokazu. Królowa zaprasza ją do Wersalu, aby otrzymać wyjaśnienia dotyczące jej zachowania.
Intrygujący przeciw królowej i królestwu Cagliostro również widział kobietę przypominającą królową u Mesmera. Tego samego dnia złożył jej wizytę i propozycję służby u niego za bardzo intratnym wynagrodzeniem, nie podając szczegółów na czym miałaby polegać służba. Kobieta o imieniu Oliwia przyjmuje ofertę. Nie wie, że przypomina wyglądem królową. Jeszcze tego wieczora udaje się w towarzystwie Cagliostra na bal maskowy w operze. W pewnym momencie jej towarzysz celowo odsłania jej maskę na oczach grupy osłupiałych ze zdumienia dworzan, którzy biorą Oliwię za królową. Wśród nich znajduje się Joanna de la Motte i towarzyszący jej kardynał de Rohan.
Następnego dnia hrabina de la Motte udaje się do Wersalu. Przybywa tam w chwili, gdy szpiedzy królewscy zaświadczają, że widzieli królową w pawilonie Mesmera, ubraną w skromny strój. Pani de la Motte i towarzysząca królowej dama zaprzeczają temu, twierdząc, że królowa była w tym czasie z nimi w innym miejscu i innym stroju. Zebrani dochodzą do wniosku, że królowa ma sobowtóra, który może jej jeszcze w przyszłości przysporzyć niemałych kłopotów. Dzięki swemu świadectwu hrabina zyskuje przyjaźń królowej i bezpośredni przystęp do niej. Jej sytuacja od tej chwili się zmienia. Dotąd opiekował się nią kardynał de Rohan. Od chwili, gdy zyskała przyjaźń królowej, to ona może mu pomóc odzyskać względy władczyni.
Cagliostro zamawia u paryskiego drukarza paszkwil przeciw królowej związany z wydarzeniami u magnetyzera. Zakochani w królowej Filip de Taverney i Oliwer de Charny niezależnie od siebie udają się do drukarza, by wyzwać go na pojedynek lub obić go, a następnie zażądać od jego mocodawcy spalenia całego nakładu. Natknąwszy się na siebie u księgarza, pojedynkują się o swą ukochaną. Filip rani Oliwiera. Następnie udaje się do Cagliostra i szczerą prośbą doprowadza do spalenia tysiąca egzemplarzy posiadanych przez hrabiego. Nie wie, że drugi tysiąc znajduje się w cudzym ręku.

### Oszustwo
Beausire, kochanek Oliwii, przygotowuje ze swymi kompanami próbę wyłudzenia naszyjnika, o którym dowiedzieli się skądinąd. Korzystając z odwołania ambasadora Portugalii, podają się za jego następców na placówce i rozpoczynają pertraktacje z jubilerami Bohmerem i Bossasnge'm. Podstęp jest bliski powodzenia, kupcy przed sprzedażą naszyjnika muszą jednak jeszcze raz zwrócić się do królowej. Maria Antonina ponownie odmawia zakupu biżuterii. Obecna jednak przy rozmowie Joanna de la Motte podsuwa kardynałowi de Rohan pomysł zakupu naszyjnika i podarowania go królowej dla odzyskania jej łask. De Rohan zjawia się u Boehmera i Bossange'a, uzgadnia warunki kupna naszyjnika dla królowej. Jubilerzy odmawiają sprzedaży opryszkom, a ci salwują się ucieczką przed nadjeżdżającym prawdziwym ambasadorem.
Dzięki pani de la Motte, królowa dowiaduje się o wspaniałym geście kardynała i godzi się z nim. Odmawia jednak przyjęcia podarku. Postanawia sama zapłacić za klejnoty z własnej pensji. Na pierwszą ratę musi jednak zdobyć pieniądze. Prosi o pomoc ministra skarbu. Król jednak odmawia zgody.
Królowa postanawia zwrócić naszyjnik kardynałowi, korzystając z pośrednictwa hrabiny de la Motte. Ta uznaje tę sytuację za okazję do wzbogacenia się. Postanawia sprzedać klejnoty pojedynczo. Tymczasem przy pomocy pamflecisty Réteau de Villette'a fabrykuje listy imitujące pismo królowej. Prosi w nich Boehmera i Bossange'a o zwłokę dla wniesienia pierwszej raty.
Ranny Oliwer traci przytomność w obecności królowej. Zaniepokojona władczyni, każe zająć się nim królewskiemu lekarzowi. Filip odkrywa, że królowa jest zakochana w Oliwierze i oddala się. Chory Oliwier majaczy w sposób mogący zaszkodzić królowej. Zakochana w młodzieńcu siostra Filipa, Andrea, odkrywa, że Oliwer z wzajemnością kocha królową i zrozpaczona chroni się do klasztoru.
Cagliostro, aby zapewnić bezpieczeństwo Oliwii, której szuka policja, celowo umieszcza ją w swym dawnym pałacu, który znajduje się naprzeciw pałacyku hrabiny de la Motte. Hrabina wykorzystuje Oliwię do zorganizowania w ogrodach wersalskich nocnych spotkań kardynała de Rohan z królową. 
Oliwer de Charny, jest świadkiem nocnych przygód królowej. Aby udowodnić swą niewinność przed zakochanym w niej Oliwerem, Maria Antonina zjawia się nocą w ogrodzie. Oliwia nie pojawia się jednak tej nocy. Królowa i młodzieniec są sami. Przypadkiem na ich ślad wpada Filip de Taverney. Nieszczęśliwy w miłości, żegna królową i opuszcza Wersal i Francję. Kiedy tajemnica spotkań kardynała z Oliwią zostaje odkryta kardynał pisze do królowej listy miłosne. Hrabina zachowuje je jako zabezpieczenie. Pani de la Motte próbuje również usunąć z Paryża Oliwię, jedynego świadka jej poczynań. Ubiega ją jednak Cagliostro, który pomaga Beausire'owi odnaleźć Oliwię i uciec z nią.

### Kara
Nadchodzi data spłaty pierwszej raty należności za naszyjnik. Boehmer i Bossange zjawiają się u królowej i żądają zapłaty. Królowa jest zdezorientowana. Przedstawiają zawartą z nią umowę i listy. Dokumenty okazują się sfałszowane. Zostały podpisaneː „Maria Francuska”, a królowa jako Austriaczka nigdy się tak nie podpisywała. Nikt jednak nie wie, gdzie jest naszyjnik.
Pani de la Motte, której naszyjnik został przekazany jako ostatniej, jest poszukiwana przez policję. Nie jest jednak znane miejsce jej pobytu. Plotki głoszą, że kardynał de Rohan został kochankiem królowej i że płaci za naszyjnik, który ona ukrywa. Kardynał pojawia się u królowej i zwraca się do niej jak do swej kochanki. Królowa odpycha go i wzywa na pomoc króla. Kardynał twierdzi, że nie ma naszyjnika, nie wie, gdzie ukrywa się hrabina de la Motte, nie chce jednak powiedzieć królowi nic więcej. Zostaje wtrącony do Bastylii i oczekuje na proces.
Król zastaje Oliwera de Charny klęczącego przed królową. Maria Antonina zmyśla, że młodzieniec uklęknął przed nią, aby prosić o umożliwienie ślubu z Andreą de Taverney, która rozczarowana tym, że Oliwer jest zakochany w królowej, schroniła się w klasztorze. Andrea z radością przyjmuje propozycję ślubu z Oliwerem. Wpada w gniew, gdy dowiaduje się, że małżeństwo ma służyć jedynie ocaleniu honoru królowej. Baron de Taverney na wieść, że to nie jego syn był kochankiem królowej, umiera na zawał.
Hrabina de la Motte zostaje odnaleziona. Udaje się do królowej i twierdzi, że oddała naszyjnik kardynałowi, a on dał jej dokumenty, które przekazała jubilerom. Na prośbę królowej zostaje osadzona w Bastylii. Policja aresztuje Cagliostra, który potwierdza fakt współdziałania hrabiny de la Motte i Oliwii. Policja odnajduje ukrywających się Oliwię i Beausire'a. Opryszkowi udaje się zbiec, a jego kochanka trafia do Bastylii. W więzieniu rodzi jego dziecko.
Rozpoczyna się proces sądowy. Joanna zachowuje się butnie i arogancko. Nie spodziewa się, żeby osobę jej stanu spotkała surowa kara za to, co zrobiła. Mimo namów księdza nie chce okazać skruchy. Wyrok jest dość łagodny dla spiskowców. Cagliostro zostaje skazany na banicję, Oliwia ułaskawiona ze względu na to, że była jedynie marionetką, zaś Joannę de Valois czeka banicja. Hrabina myśli, że wykpiła się tanim kosztem, myli się jednak. W dzień wygnania zostaje zawieziona na plac egzekucji, napiętnowana znakiem czarnej lilii i wychłostana. Pozostawiona na placu staje się przedmiotem szyderstw zebranych. Pomsta za utracony honor Marii Antoniny zostaje dokonana. 
Spora część ludu Paryża uważa jednak, że pani de Valois jest niewinna, i sądzi, że królowa naprawdę kupuje sobie naszyjniki warte całą flotę, a lud głoduje. Intryga Cagliostra odnosi skutek – rewolucja wisi na włosku. Potwierdza to rozmowa pomiędzy Robespierre'm i Maratem, przeprowadzona na ostatnich kartach powieści. W kaplicy pałacowej Andrea zaślubia Oliwiera de Charny, po czym małżonkowie udają się każde do swoich włości.